# Ruth Berlau
Ruth Berlau (24 d'agost de 1906, Copenhaguen; 15 de gener de 1974, Berlín oriental) va ser una actriu, directora de teatre, fotògrafa i escriptora danesa, coneguda principalment per la seva col·laboració amb Bertolt Brecht en diferents peces i obres de teatre.

## Biografia
Ruth Berlau va ser la segona filla del matrimoni compost per un comerciant acomodat i una dona mestressa de casa. Els seus pares la van enviar a una escola de monges perquè també pogués aprendre allí la llengua francesa. Quan tenia tretze anys, va abandonar aquesta escola, una decisió de la qual després es penediria per la resta de la seva vida. Segons ella mateixa relata, poc després d'abandonar l'escola, «es va comprometre en festeig molt primerencament» i es va embarassar com a menor d'edat, la qual cosa era a Dinamarca, aleshores, completament il·legal. En principi, hagués pogut mudar-se a Alemanya a viure amb una tia a la ciutat d'Hamburg per poder donar a llum allí al seu fill i criar-ho. Però Ruth va optar per un avortament, la qual cosa també era il·legal en aquesta època i va haver de realitzar-se de manera subrepticia, pel que va comptar amb el suport de la seva germana. Paral·lelament, els seus pares creuaven per grans dificultats en la seva relació matrimonial i, aquest context, la seva mare va intentar suïcidar-se. Aquest tràgic esdeveniment va marcar la fi del matrimoni i Ruth va tallar tot contacte amb el seu pare des d'aquest moment d'ara endavant.
A partir de 1930, Ruth Berlau va prendre classes privades d'actuació amb Thorkild Roose, director del Teatre Real a Copenhaguen. Molt poc després, en el mateix any, es va incorporar a l'escola d'actuació de Per Knutzon en el Teatre Experimental de la mateixa ciutat. Bertolt Brecht va prendre coneixement per primera vegada de l'existència de Ruth Berlau amb motiu de la presentació de l'obra De Anarkist, títol que es va donar a Dinamarca a Trommeln in der Nacht (Tambors en la nit). Amb aquesta obra Ruth Berlau va debutar el 17 de maig de 1930 exercint el paper protagonista d'Anna Balicke.[2]

En l'adolescència va realitzar una excursió amb bicicleta cap a París, viatge que va finançar a través de l'enviament d'informes telegrafiados pel Extrabladet, una edició vespertina del diari sensacionalista danès Politiken. No obstant això, aquests reportatges eren completament inventats, escrits solament amb l'objectiu de cridar i mantenir la necessària atenció dels lectors, tal com la pròpia Ruth Berlau reconeixerà més tard en les seves notes recopilades per Hans Bunge:
| « | «Partí en mi bicicleta, llevando en el portaequipajes un saco de dormir y una mochila. Fue un recorrido aburridísimo, pero al llegar la noche me instalaba en un lugar e imaginaba lo que no había podido vivir durante el día. Yo era entonces muy romántica. Imaginaba, por ejemplo, que unos individuos me perseguían en coche por un bosque y a través de un campo y yo lograba escapar de ellos gracias a que les destrozaba de un disparo los neumáticos. No había noche que no imaginase una historia parecida. Aparte de esto me dedicaba a contar cuidadosamente las líneas de texto porque al precio de veinticinco öre por línea tendría que escribir mucho para sacar algo de dinero. No me imaginaba que esto acabaría publicándose. Sorprendentemente, en este punto era yo demasiado pesimista.» […] «El regreso resultó tan tedioso como la ida. No ocurrió nada, nadie me persiguió, ni me violó ni hizo conmigo nada memorable. Sencillamente, no ocurrió nada. Así que no tuve más remedio que dedicarme a fantasear.» | » |

El 1930 va emprendre una nova excursió amb bicicleta, aquesta vegada cap a la Unió Soviètica i amb l'objectiu de conèixer per experiència pròpia l'ocorregut en aquest país després de la Revolució d'Octubre. Inicialment només la movia la curiositat, però va tornar a casa com una comunista convençuda i entusiasta i es va fer membre del Partit Comunista de Dinamarca. Poc després, es va comprometre amb la causa del front de les agrupacions fidels a la República en la Guerra civil espanyola. Més tard, Brecht l'admiraria profundament pel seu coratge i compromís.

### Relació amb Brecht
Ruth Berlau va visitar per primera vegada a Brecht en l'estiu de 1933 a l'illa danesa de Fionia i es va enamorar del «home petit d'ulls tan expressius». Brecht havia fugit allí amb la seva dona, Helene Weigel, immediatament després de l'incendi del Reichstag. Dos anys més tard, Berlau es va convertir en el seu amant. El 1936 es va divorciar del seu marit, el metge Robert Lund. Des d'aquest moment, es va incorporar plenament al grup de col·laboradors i amics de Brecht, desenvolupant una dependència emocional i financera del dramaturg. Ruth Berlau li organitzava la vida quotidiana, fotografiava, escrivia i posava en escena les obres dramàtiques de Brecht. En conjunt amb ell, Berlau va escriure la col·lecció de breus relats Jedes Tier kann és («Qualsevol animal pot»), una obra que aleshores només una editorial de textos pornogràfics es va mostrar disposada a publicar.

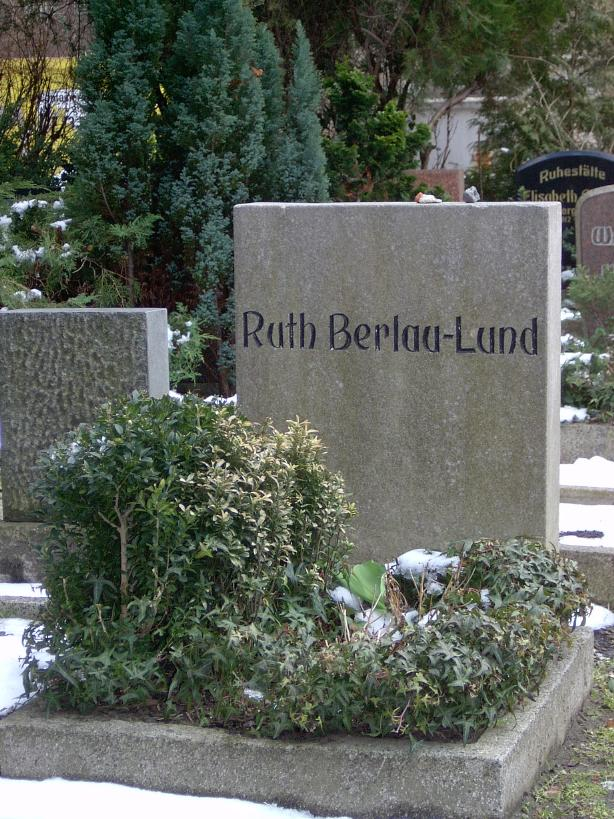
Tomba de Ruth Berlau en el Cementiri Dorotheenstädtischen Friedhof de Berlín

El 1940, quan Dinamarca va ser ocupada per Alemanya nazi, el «clan Brecht» va fugir cap als Estats Units, passant per Suècia, Finlàndia i la Unió Soviètica. El 3 de setembre de 1944, en un hospital de Nova York Ruth Berlau va portar al món a l'únic fill de Brecht i ella. El bebè va haver de néixer per cesària molt prematurament. Va sobreviure només un dia i va portar el nom de Michael Berlau.
L'administració de Ausburgo, la ciutat natal de Brecht, va rebre en 2009 una col·lecció de cartes inèdites de Ruth Berlau dirigides a Brecht. La seva publicació va permetre a obtenir més antecedents sobre el caràcter de la relació entre ella i el famós dramaturg. Aquestes cartes s'expliquen entre les troballes documentals més espectaculars sobre l'entorn de Brecht en les úĺestafes dècades. De les cartes es deprende una relació de dependència insana, reconeguda així fins i tot per ella mateixa en les seves cartes, les que en gran part estan escrites des de clíniques psiquiàtriques. Berlau escriu que Brecht pot fer amb ella el que vulgui, que ella estaria disposada a tot. Aquest lliurament cada vegada més il·limitada, contrasta, no obstant això, amb un creixent rebuig i desinterès per part de Brecht. En la comunicació epistolar, Berlau també es queixa i li fa diversos retrets. Entre altres coses, ho acusa d'haver-la abandonat en favor d'amants més joves (es refereix a Käthe Reichel) i d'haver-la perjudicat financerament, sense haver-li pagat de manera suficient pel seu treball. A més li retreu la falta d'atribució i reconeixement degut la seva obra quant a drets d'autor. Però al mateix temps, suplica de manera commovedora l'atenció i l'afecte de Brecht, li parla de les seves depressions i dels seus estats de pànic. Respecte de la seva addicció a l'alcohol, Berlau sosté en les cartes que el tancament a l'hospital psiquiàtric seria una mesura completament inútil i que no li ajudaria en absolut. Promet a més en les cartes, deixar de beure i estar en capacitat per aconseguir-ho i insisteix a declarar el seu amor incondicional a Brecht.

### Històries deLai-lateva
Brecht va escriure per a Ruth Berlau les conegudes Histories de Lai-la teva, una sèrie de 37 breus textos escrits en forma d'ensenyaments o aforismes. Es van publicar com una part integrant de l'Em-Tu Buch der Wendungen. Des de 1934, Brecht havia col·leccionat aquests breus textos per al seu projecte «Em-Tu», inspirat en les seves lectures de la filosofia xinesa, particularment dels ensenyaments ètics del moísmo (de Mo-di, Mo-Tse). Les històries tenen finalment com a personatge a Lai-el teu, una figura indubtablement femenina que tots els estudiosos identifiquen amb Ruth Berlau, però que constitueix una sort la fusió de diversos altres personatges masculins després dels quals Brecht amagava els seus escrits per a ella al començament de la seva relació amorosa. De vegades es @tratar un «deixeble» anomenat El teu (per exemple en Kien-leh und der Schüler, der wegging [«Kien-leh i el deixeble que se'n va anar»]) o El teu-fu (per exemple en Vermeidung zu großer Wörter [«Evitació de paraules massa grans»]), però amb tots aquests personatges de ficció Brecht es referia a Ruth. Les Històries de Lai-la teva demostren amb certa claredat el caràcter i estil de la relació amorosa que es va establir entre tots dos, el que ha estat descrit per Sabine Kebir com una sort de «contracte terapèutic» de línia conductista, o també, una metàfora de la relació entre un mestre i una aprenenta.[6]

## Fotografia
El 1944, ja embarassada, va treballar en conjunt amb Brecht en El cercle de guix caucasiano, fent les seves aportacions principalment per correu. Entre abril i juliol va assistir a un curs de fotografia amb Joseph Breitenbach. Al novembre del mateix any — i després de la mort del seu fill — va prendre un altre curs de fotografia a Los Angeles, en la Venice High School. El 1945 va realitzar alguns reportatges fotogràfics, però aviat va emmalaltir psíquicament i va acabar internada en una clínica psiquiàtrica. Ja recuperada, el 1947 va realitzar tot el treball de documentació fílmica i fotogràfica del muntatge teatral de l'obra Galileu i el 1948 va realitzar una labor anàloga amb la posada en escena de Antigona.[7]

### RDA
Després de la II Guerra Mundial, Brecht va tornar a Alemanya al costat de la seva família i col·laboradors i va treballar a Berlín oriental. Ruth Berlau i Brecht es van distanciar. També els amics i coneguts es van allunyar d'ella. Després de la mort de Brecht el 1956 i per gestió de Helene Weigel, li va ser prohibit a Ruth ingressar al recinte del Berliner Ensemble i va continuar treballant a Berlín oriental.

## Obres
- Brechts Lai-el teu. Erinnerungen und Notate. [Lai-el teu de Brecht. Records i notes]. Compilació, edició i epíleg d'Hans Bunge. Amb la col·laboració de Gudrun Bunge. Luchterhand. Vol. 698, Darmstadt, Neuwied, Luchterhand 1987, ISBN 3-472-61698-9
- Jedes Tier kann és [«Qualsevol animal pot»]. Relats. Amb un epíleg de Klaus Völker. Mannheim, Persona-Verlag 1989, ISBN 3-924652-12-0
- Der Teufel ist ein schlechter Chauffeur. Zwischen Kopenhagen, Paris, New York und Berlin. [«El diable és un mal chofer»] Edició i epíleg de Ditte von Arnim. Berlín, TRANSIT Buchverlag 2007, ISBN 978-3-88747-225-2